# Opsinjoorke

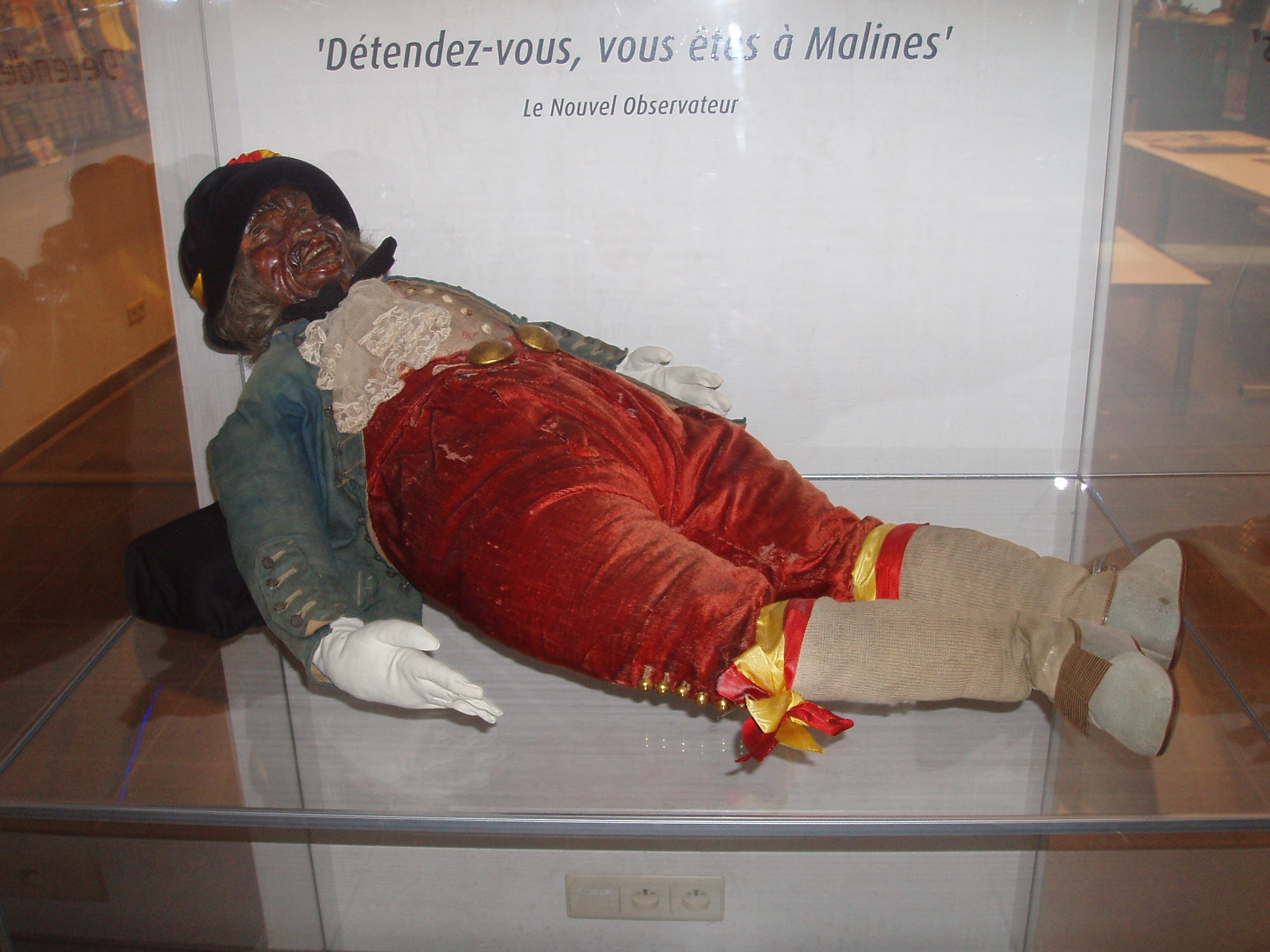
Opsinjoorke, originele pop in Mechelen

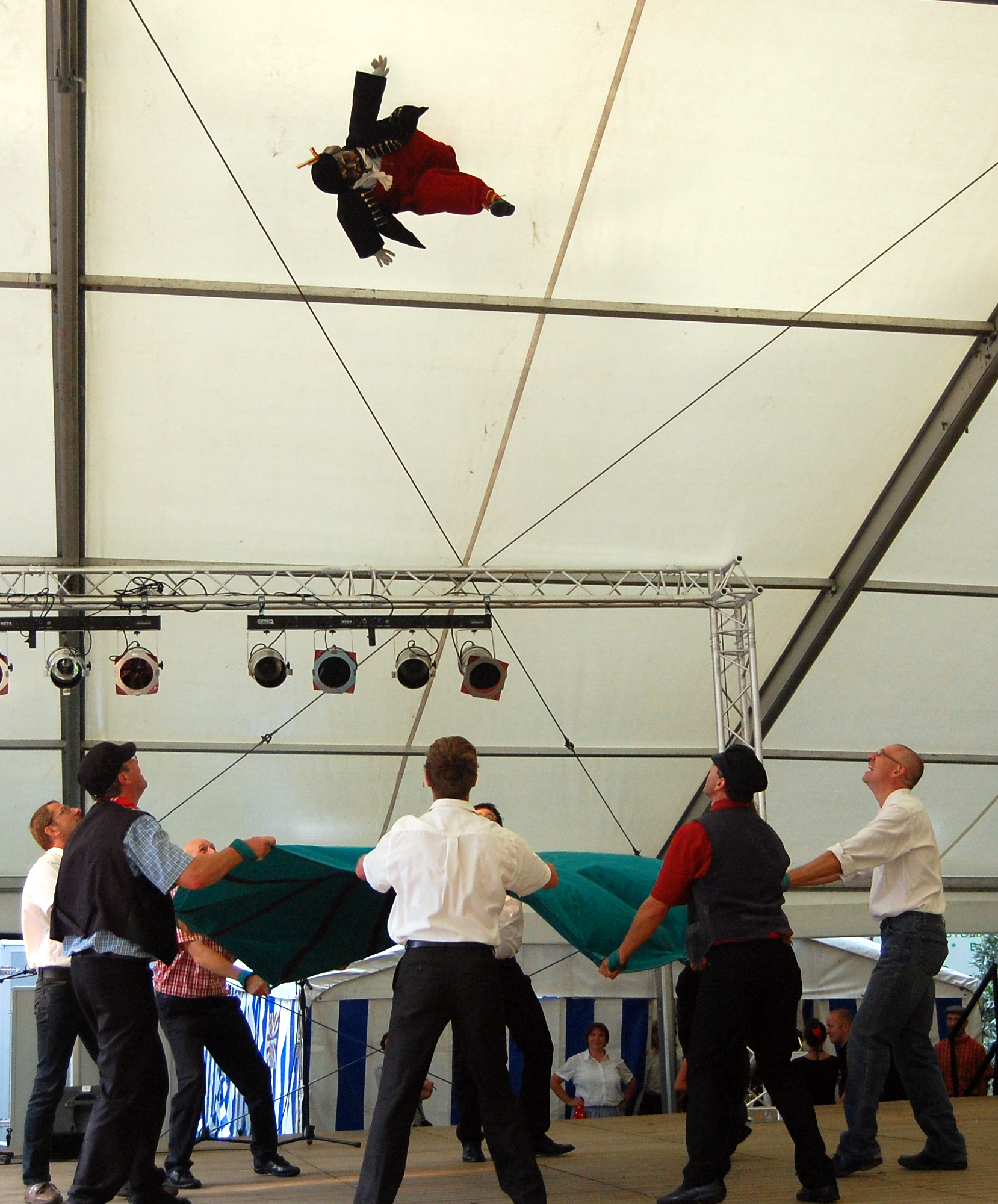
Gooien van het Opsinjoorke door volksdansgroep Tijl Uylenspiegel in Sint-Katelijne-Waver.

Opsinjoorke is een fictieve figuur uit de Vlaamse en Mechelse folklore.

## Omschrijving
Opsinjoorke is een kort dik mannetje met een snor. Hij symboliseert de eeuwige dronkenlap die zijn vrouw afranselt. Als straf wordt hij door zijn buren op een grote doek in de lucht gegooid en weer opgevangen.
Traditiegetrouw neemt Mechelen jaarlijks een houten pop die Opsinjoorke voorstelt mee tijdens grote praalstoeten en ommegangen. Men draagt hem op een grote lijnwaden doek en smijt hem hiermee in de lucht. Op dezelfde wijze vangt men hem ook weer op.

## Geschiedenis

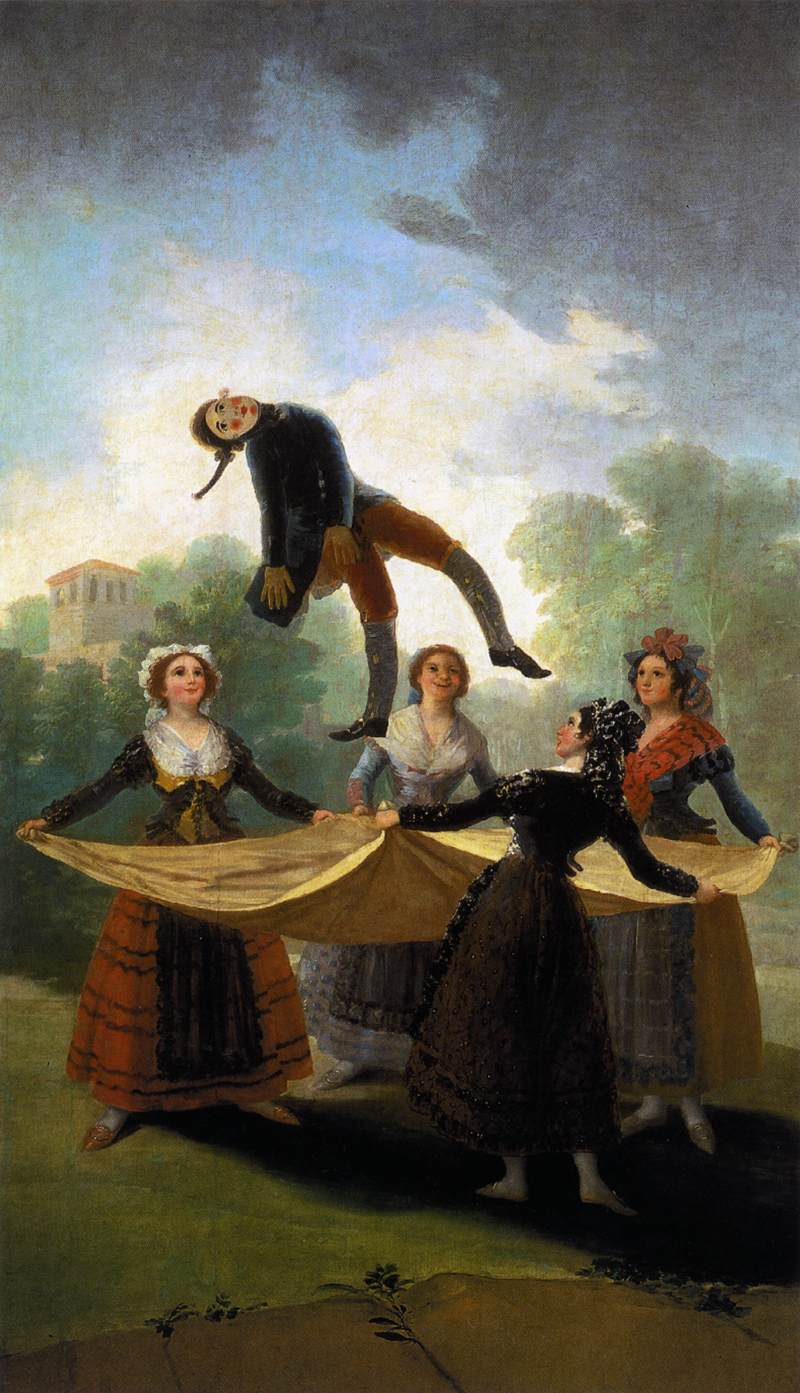
El pelele uit 1792 door Francisco Goya

De wortels van Opsinjoorkes bestaan bevinden zich in Spanje. Het land kent een soortgelijke traditie rond een mannetje genaamd El Pelele. In het Madrileense Pradomuseum valt op een schilderij van Francisco Goya uit 1792 overigens ook een tafereel te zien waarbij iemand op een doek de lucht in gesmeten wordt.
In 1647 sneed Valentyn van Lanscroon de pop uit hout en gaf hem de naam "sotscop" (zotskop). Deze titel zou de komende decennia veranderen in meer denigrerende namen als "vuilen bras", "vuilen bruidegom" of "vuilen bruid".
Op het plein voor de Sint-Romboutskathedraal is in 2015 een geel polyester beeld van meer dan een ton van Opsinjoorke geplaatst dat dient als speeltoestel. 

## Etymologie van Opsinjoorkes naam
Tijdens de processie van 4 juli 1775 kreeg de pop via een incident definitief haar naam. Toen de stoet de Sint-Katelijnestraat aandeed vloog Opsinjoorke per ongeluk in de menigte. Een van de mensen in het publiek Jacobus de Leeuw trachtte toen de pop af te weren zodat die niet op zijn hoofd terechtkwam. De Mechelaars verdachten hem er echter van de pop te willen stelen en begonnen hem te slaan en te verwonden. Hij belandde volgens sommige bronnen in de gevangenis. Andere bronnen zeggen dat hij door een barmhartige Mechelaar in diens huis werd opgenomen. In ieder geval wist hij te ontsnappen naar zijn huis in de Wolstraat te Antwerpen. Op 29 augustus richtte De Leeuw een protestbrief tegenover het Mechels magistraat waarin hij zijn onschuld uitlegde en zijn verwondingen. (Zijn arm was door de gevechten wel zes weken lam geweest en hij had er twee wonden aan overgehouden.). Hij eiste zijn hoed en wandelstok terug. Wat de reactie op zijn brief was is echter onbekend.
Het incident bezorgde de pop zijn definitieve naam: "sinjoor" of "opsinjoor", naar de bijnaam voor Antwerpenaars: sinjoren (gebaseerd op het Spaanse woord voor "meneer": "señor".)
De Mechelaars werden van dat moment af decennialang erg achterdochtig tegenover Antwerpenaars. De pop werd tot op de dag van vandaag in een koffer voorzien van sterke sloten geborgen en in het Mechelse stadsmuseum in de huidige Frederik De Merodestraat opgeborgen.

## Diefstal
De pop werd slechts drie keer echt gestolen. Op 7 december 1949 drongen Antwerpse studenten (De "Wikings") het museum binnen en stalen de koffer en de pop. Ze brachten hun buit over naar de Antwerpse burgemeester Lode Craeybeckx. Craeybeckx beloofde de Mechelse burgemeester dat de pop aan de stad zou worden terugbezorgd, maar eerst werd ze enkele dagen tentoongesteld in het Rockoxhuis in Antwerpen. Exact een maand later, op 7 januari 1950, werd zij terug naar Mechelen gebracht. De dieven werden voor de rechtbank gedaagd, maar werden vrijgesproken.
In 1971 werd Opsinjoorke opnieuw ontvreemd, maar men vond hem enkele dagen later terug op de binnenkoer van de Mechelse gevangenis.
In december 1974 ontvoerden vijf Antwerpse studenten een laatste maal Opsinjoorke, in een wedstrijd voor de beste studentengrap georganiseerd door de historische rovers. Zij wonnen ook die wedstrijd en werden zo de laatste rovers van Opsinjoorke.

## Opsinjoorke op andere plaatsen
Antwerpen beschikt over een 19de-eeuwse kopie van het Mechels origineel. Dit opsinjoorke wordt bewaard in het Antwerpse folkloremuseum. Ook in Vilvoorde en Trélon, Frankrijk, kent men soortgelijke tradities met poppen die op een doek in de lucht worden gesmeten.

## In populaire cultuur
- Mechelen beschikt over een wandelclub die "opsinjoorke" heet.
- De Antwerpse groep Katastroof ondersteunt jaarlijks de campagne tegen intrafamiliaal geweld met het liedje "Opsinjoorke", dat handelt over de traditie waarbij de pop Opsinjoorke als dader van partnergeweld in een laken omhoog wordt geworpen.
- In het plaatselijke reclameblad De Streekkrant verschijnt al sinds 3 november 1988 een column, geschreven in het Mechelse dialect en ondertekend door 'Oep Sinjorreke'. Regelmatig wordt met de glimlach soms scherpe commentaar gegeven op wat in de stad gebeurt en op het stadsbestuur. Wie de schrijver is, blijft een van de best bewaarde geheimen van de Dijlestad[bron?].
- Er is ook een reus Opsinjoor; deze werd in de jaren 80 gemaakt voor een provinciale reuzenstoet en daarna door de provincie Antwerpen aan de stad Mechelen geschonken. Een andere reus uit die stoet, Pallieter, werd aan de stad Lier geschonken.